# Ramy Abdu

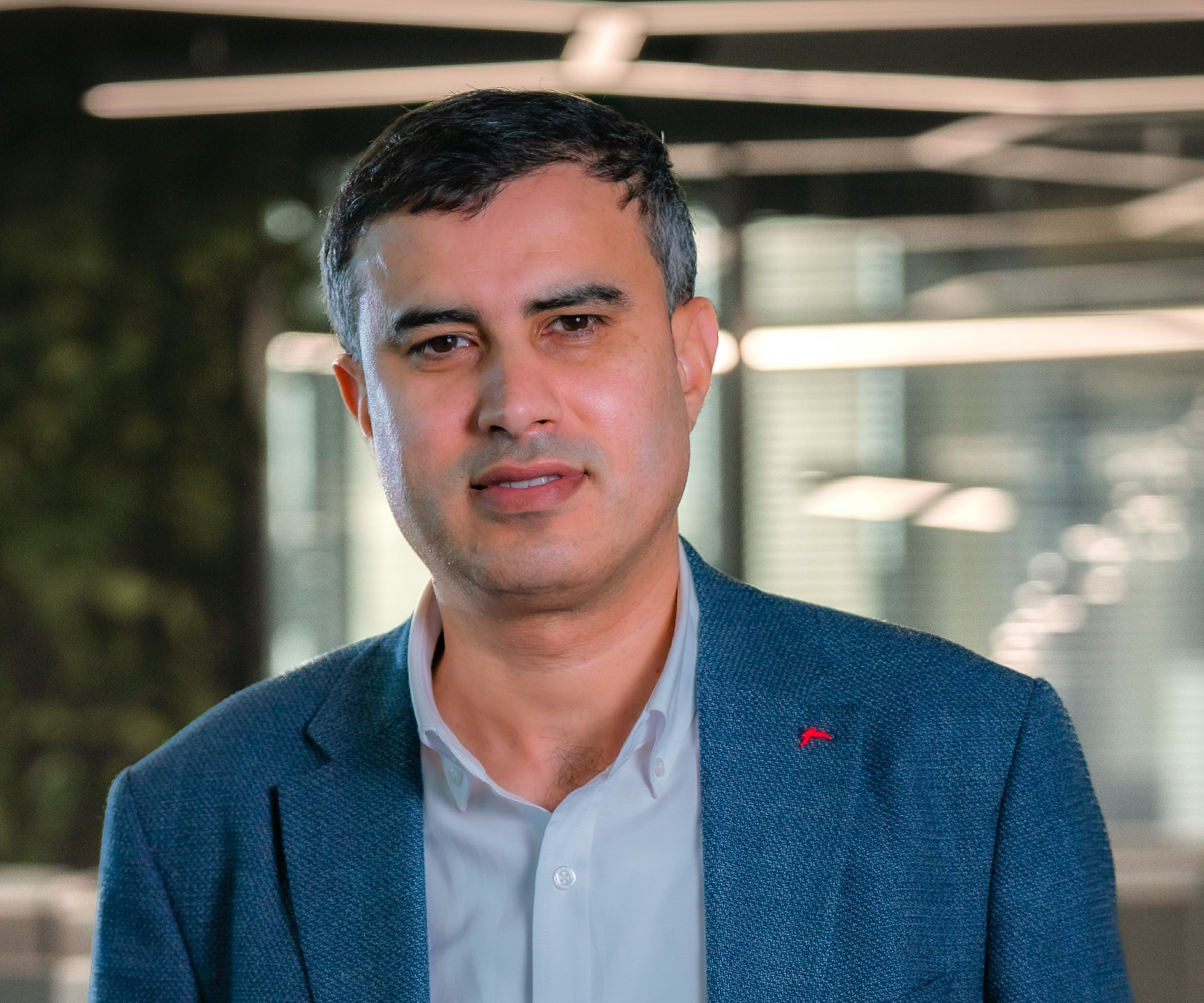
Ramy Abdu (2023)

Ramy Abdu (arabisch: رامي عبده) (oder Ramy Abdo) ist ein palästinensischer Finanzexperte, Assistenzprofessor für Recht und Finanzen und Menschenrechtsverteidiger, der im Gazastreifen geboren wurde. Er ist Gründer und Vorsitzender der 2011 gegründeten Organisation Euro-Mediterranean Human Rights Monitor.
Ramy Abdu ist politischer Analyst bei Al-Shabaka, einem palästinensischen politischen Netzwerk.

## Ausbildung
Ramy Abdu hat einen Doktortitel und einen Master in Recht und Finanzen von der Manchester Metropolitan University und einen MBA in Finanzen von der Universität von Jordanien. Vor seiner Tätigkeit als Vorsitzender des Euro-Mediterranean Human Rights Monitor arbeitete Abdu als Projekt- und Investitionskoordinator für die Weltbank und andere international finanzierte Projekte zur Bewältigung der wirtschaftlichen und humanitären Krise in den palästinensischen Gebieten.

## Publikationen
Ramy Abdu ist Autor und Mitautor mehrerer Publikationen, darunter The Influence of Minority Shareholder Protection on Equity Market Development, Escaping the Escape: Toward Solutions for the Humanitarian Migration Crisis, einem von der Bertelsmann Stiftung (Hrsg.) 2017 veröffentlichten Buch, The Effect of the 50-day Conflict in Gaza on Children: A Descriptive Study, veröffentlicht bei Lancet, und As MENA States Grow Increasingly Repressive, Businesses Should Lead Reform, veröffentlicht im Journal of Political Risk.
Abdus veröffentlichte Arbeiten erschienen auch bei University of Oxford, London School of Economics, OpenDemocracy, Middle East Eye und Insight Turkey.